# Phonematik
Phonematik ist ein abhängig vom Kontext unterschiedlich verwendeter Begriff der Linguistik. Er kann verwendet werden als:
- Synonym für Phonologie und Phonemik, als
- Oberbegriff für Phonetik und Phonologie oder als
- Bezeichnung für die segmentale Phonologie im Gegensatz zur Prosodie, die sich mit phonemübergreifenden lautlichen Phänomenen wie Silbenstruktur, Betonung und Intonation beschäftigt.

In der Verwendung als Synonym für Phonologie bzw. als Oberbegriff für Phonetik und Phonologie entspricht Phonematik der heutigen Verwendung von Phonemik, weshalb die beiden Begriffe auch als Synonyme betrachtet werden.